# DBS Saxonette
DBS Saxonette är en mopedmodell som tillverkades av DBS.

## Tekniska data
- Färg: Röd/off-vit, Guld/off-vit
- Motor: Sachs 502/1 AS automat.
- Cylindervolym: 47 cc.
- Cylinderdiam: 38 mm.
- Slaglängd: 42 mm.
- Kompression: 1:8,5
- Effekt: 1,0 hk vid 3500 v/m.
- Koppling: Korklameller i oljebad.
- Växlar: 2: automat.
- Drivning: Kedja (½ * 3/16)
- Ram: Svetsad stålplåt.
- Fjädring bak: sving arm och stötdämpare.
- Fjädring fram: Teleskop.
- Tankvolym: 5,5 liter.
- Förgasare: Bing 1/12/55.
- Tändsystem: Bosch.
- Bromsar: Full nav fram och bak.
- Vikt: 48 kg.
- Drev fram: 12 tänder.
- Drev bak: 28 tänder.
- Hjulstorlek: 23”.
- Däck dimension: 23” * 2,25” eller 2,25 - 19.

Service data
- Brytarspetsar: 0,35 - 0,45 mm.
- Tändning: 1,5 - 2,5 mm föd.
- Tändstift: Bosch W 225 T 1 elektrodavstånd 0,5 mm.
- Bränsle: Oljeblandad bensin 4 % 1:25 använd olja API med klass TC.